# 고이즈미 준이치로
고이즈미 준이치로(일본어: 小泉 純一郎, 1942년 1월 8일 ~ )는 일본의 정치인 가문, 정치인이다.
중의원 의원(12선)과 내각총리대신(제87·88·89대), 우정대신(제56대)과 후생대신(제73·74·86대), 자유민주당 총재(제20대)를 지냈으며 총리로 재임할 당시 2차 대전 이후의 일본 정권으로는 사토 에이사쿠와 요시다 시게루 다음으로 두번 째로 긴 장기 집권기간 (1,980일)을 가졌을 뿐만 아니라, 나카소네 야스히로 이후로 사임하지 않고 임기를 끝까지 마친 자유민주당 총재가 되었다. 그의 첫 임무인 잃어버린 10년을 끝내고, 김대중 정부 시절 대한민국을 방문하여 온전한 한일 관계 유지에 노력하였으나 노무현 정부 시절 시마네현 의회가 다케시마의 날을 제정하면서 대한민국의 네티즌들로부터 비난과 공격의 대상이 되었다. 고이즈미의 뒤를 이은 아베 신조 내각과 후쿠다 야스오 내각 또한 고이즈미의 노선을 기본적으로 답습하고 있는 등 2000년대 일본 정치는 물론 세계 정치에도 큰 영향력을 끼쳤다.
퇴임 후 수년간 대중 앞에 나서지 않던 고이즈미 전 총리는 2013년 후쿠시마 후쿠시마 제1 원자력 발전소 사고를 계기로 원자력 포기 옹호론자로 복귀했다. 이는 고이즈미 총리 임기 중과 이후 모두 포함해서 자민당이 지지해 왔던 친 원자력 발전과는 반대되는 입장이었다.
고이즈미 총리는 3대에 걸친 정치인 집안 출신이다. 조부 고이즈미 마타지로(小泉又次郎)는 몸에 큰 문신을 하고 다녀 "문신 장관"이라고도 불렸는데, 하마구치 총리와 와카쓰키 총리 내각에서 우정성 장관을 지냈으며 우편 민영화의 초기 옹호자였다. 부친 고이즈미 준야(小泉純也)는 방위청 장관도 역임했다. 장남 고이즈미 고타로는 배우로 활동 중이며 차남 고이즈미 신지로는 2009년 7월 21일 열린 중의원 선거에서 준이치로의 지역구를 이어받아 출마, 당선되었다.

## 성장 배경
1942년 1월 8일 가나가와 현 요코스카에서 태어난 고이즈미 총리는 요코스카 고등학교에서 교육을 받았고, 게이오기주쿠 대학에서 경제학 학사 학위를 취득했다. 1969년 8월 아버지의 부음으로 귀국할 때까지 University College London에 재학했다.
귀국 후 고이즈미는 자민당(LDP) 후보로 일본 하원 선거에 나갔으나 충분한 표를 얻지 못해 낙선했다. 1970년 당시 일본 재무부 장관이었던 후쿠다 다케오의 비서로 발탁되었는데, 후쿠다 다케오는 1976년 일본 수상이 된다.
1972년 12월 총선에서 고이즈미는 가나가와현 제11구의 하원 의원으로 선출되었고, 자민당 내 후쿠다 파벌에 합류했다. 그 이후로, 그는 10번 재선되었다.

## 약력
- 1942년 1월 8일 - 가나가와현 요코스카시의 정치가 집안에서 태어남.
- 1960년 3월 - 가나가와 현립 요코스카 고등학교 졸업.
- 1962년 4월 - 게이오기주쿠 대학 입학.
- 1967년 5월 - 1년 유급한 후 대학을 졸업.
- 1967년~1969년 - 런던 대학교 유니버시티 칼리지 런던(University College London: UCL)에서 유학
- 1969년 8월 - 부친상을 당하자 귀국.
- 1969년 12월 27일 - 제32회 중의원 선거에 자유민주당의 공천을 받아 입후보하였으나 낙선함.
- 1970년 - 후에 총리가 되는 후쿠다 다케오 중의원 의원의 개인비서로 들어감.
- 1972년 12월 10일 - 제33회 중의원 선거에 자유민주당의 공천을 받아 첫 당선되었으며 이후 계속해서 당선됨.
- 1978년 - 미야모토 가요코(宮本佳代子)와 결혼.
- 1979년 11월 - 대장성 정무차관으로 취임.
- 1982년 - 이혼. 장남 고타로와 차남 신지로는 고이즈미 준이치로가, 아직 태어나지 않았던 3남은 미야모토가 친권을 가짐. 이후 독신으로 지내고 있다.
- 1988년 12월 - 후생성 대신으로 취임.
- 1992년 12월 - 우정성 대신으로 취임.
- 1995년 9월 - 자유민주당 총재선거에 출마했으나 하시모토 류타로에게 패함.
- 1996년 11월 - 후생성 장관으로 취임.
- 1998년 7월 - 자유민주당 총재선거에 출마했으나 오부치 게이조에게 패함.
- 2001년 4월 24일 - 3번째로 도전한 자유민주당 총재선거에서 당선.
- 2001년 4월 26일 - 제87대 내각수상에 취임.
- 2001년 8월 13일 - 수상 취임 후 첫 야스쿠니 신사 참배.
- 2001년 10월 15일 - 대한민국 김대중 대통령과 청와대에서 정상회담을 열음.
- 2002년 1월 29일 - 다나카 마키코 외무성 대신을 경질.
- 2002년 9월 17일 - 평양에서 북한의 김정일 위원장과 첫 정상회담, 조일평양선언 조인.
- 2003년 11월 19일, 제88대 총리에 취임.
- 2004년 1월 - 자위대의 이라크 파병을 결정.
- 2004년 5월 22일 - 다시 방북해 평양에서 북한의 김정일 위원장과의 정상회담을 통해, 북한에 대한 25만 톤의 식량과 1000만 달러 상당의 의료품 지원을 표명하고 북·일간의 국교 정상화를 진전시켰다고 발표함. 5명의 납치 피해자 가족의 귀국을 실현.
- 2004년 7월 - 제20회 참의원 선거에서 자민당이 민주당에 근소한 차이로 짐.
- 2005년 7월 5일 - 우정 민영화 관련 법안이 중의원 본회의에서 가결.
- 2005년 8월 8일 - 우정 민영화 관련 법안이 참의원 본회의에서 부결되자 내각에서 중의원 해산을 결정하고, 중의원 해산결의에 서명을 거부한 시마무라 요시노부 농림수산성 대신을 파면시킴. 같은 날, 헌법 7조에 의거해 중의원을 해산시키고, ‘우정 해산’이라고 명명함.
- 2005년 9월 11일 - 제44회 일본 중의원 의원 총선거에서 자민당이 296석을 획득하여 크게 승리함.
- 2005년 9월 21일 - 제89대 수상에 취임.
- 2006년 8월 15일 - 취임 당초의 공약에 따라 연미복 차림으로 야스쿠니 신사를 참배.
- 2006년 9월 21일 - 자민당 총재 임기가 만료.
- 2006년 9월 26일 - 오전에 임시 각료회의를 갖고 5년 5개월 동안의 임기를 마감함과 동시에 내각 총 사퇴.
- 2006년 12월 15일 - 자민당 국회의원으로 구성된 '개혁가속의원연맹'(改革加速議員連盟 가이카쿠카소쿠기인렌메이[*])의 고문에 취임함.

## 사진

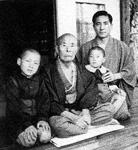
고이즈미 준이치로와 가족들
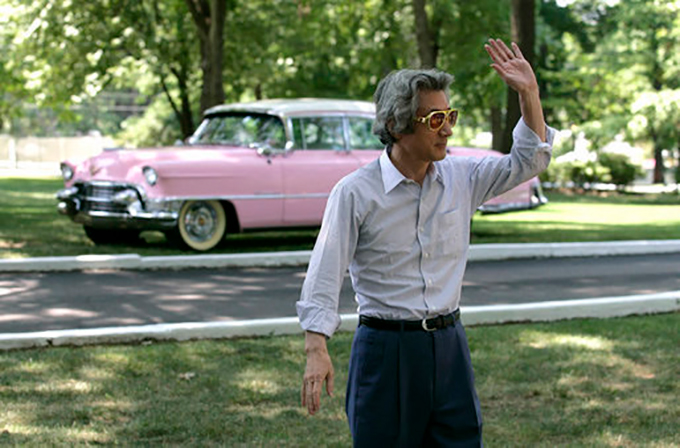
2006년 6월 29일 미국 방문 중 록 가수 엘비스 프레슬리의 고향을 방문한 후 선글라스를 끼면서 손을 흔들고 있는 고이즈미 준이치로
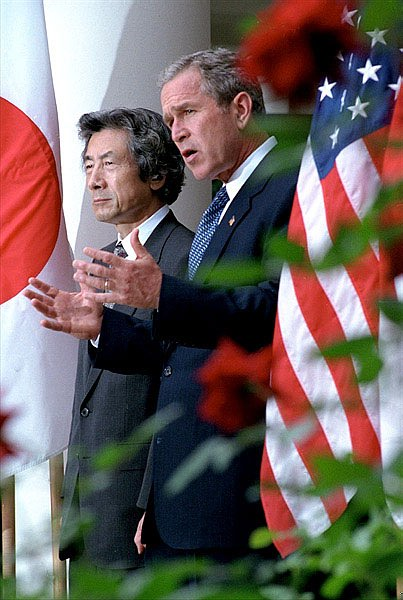
부시 대통령과 함께
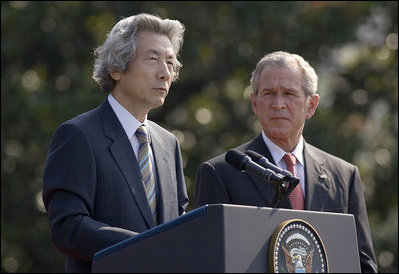
백악관에서 부시 대통령과 연설하는 고이즈미 준이치로
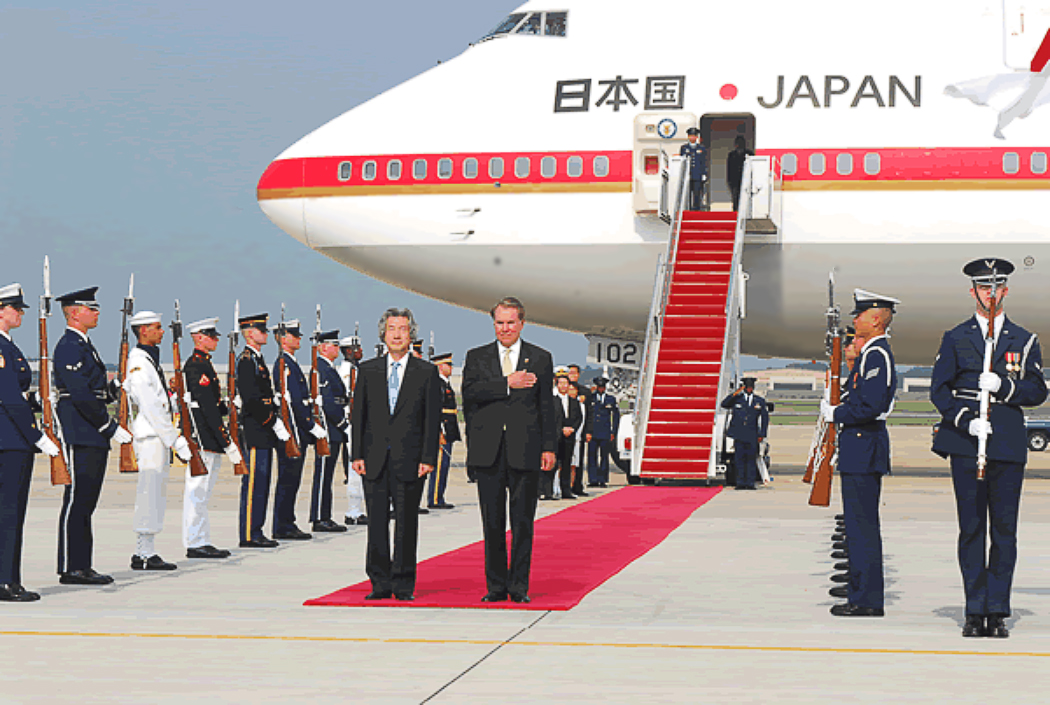
앤드루스 공군 기지에 도착한 고이즈미 준이치로
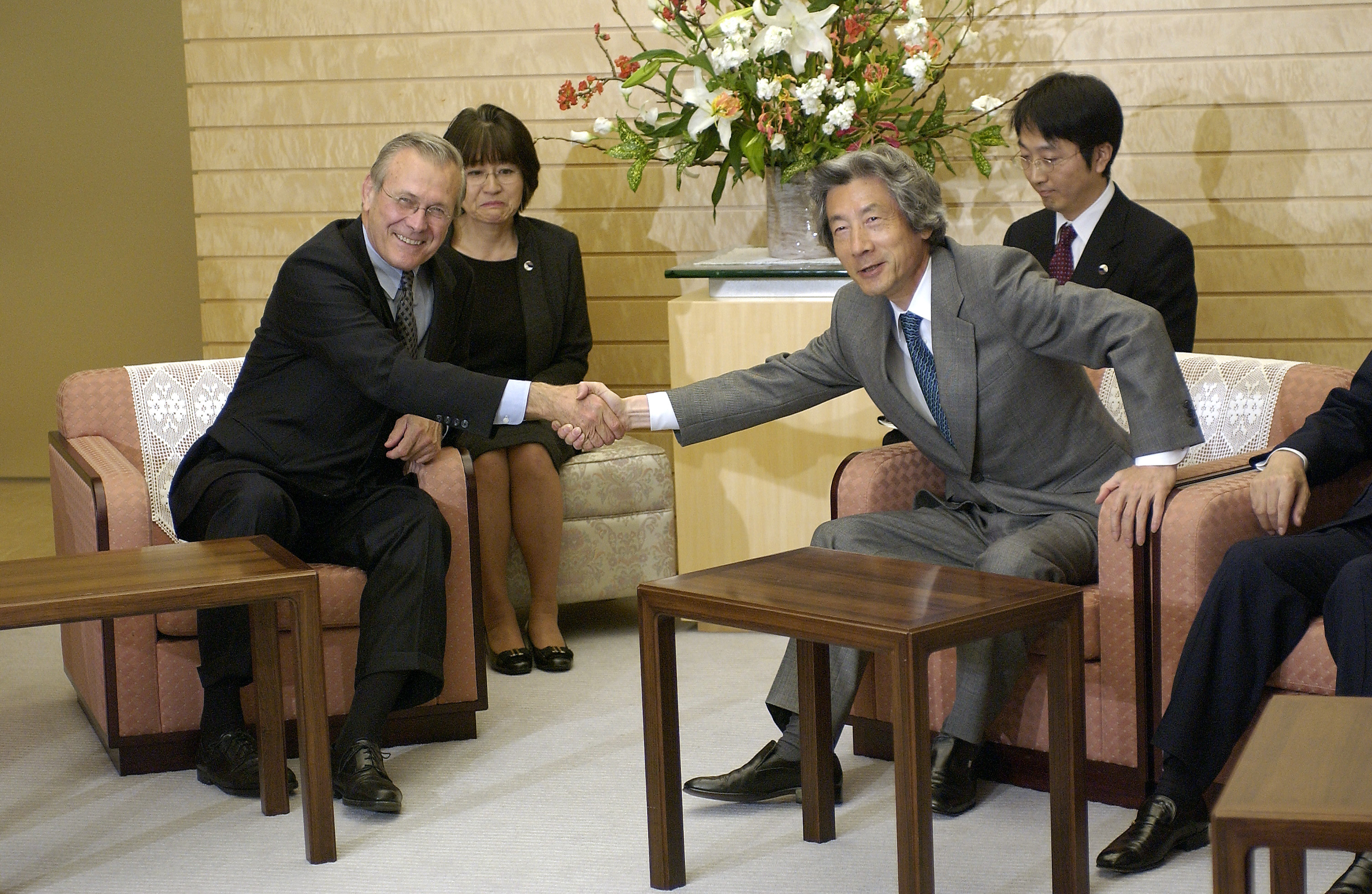
도널드 럼즈펠드와 함께

## 같이 보기
- 제1차 고이즈미 내각
- 제1차 고이즈미 내각 제1차 개조내각
- 제1차 고이즈미 내각 제2차 개조내각
- 제2차 고이즈미 내각
- 제2차 고이즈미 내각 개조내각
- 제3차 고이즈미 내각
- 제3차 고이즈미 내각 개조내각
- 고이즈미 준이치로 내각총리대신 담화
- 자유민주당
- 아베 신조
- 아소 다로
- 이시하라 신타로
- 야스쿠니 신사

## 역대 선거 결과
|  | 16.8% |

|  | 14.5% |

|  | 16.4% |

|  | 17.5% |

|  | 15.1% |

|  | 20.8% |

|  | 18.4% |

|  | 16.9% |

|  | 58.16% |

|  | 69.03% |

|  | 74.42% |

|  | 73.16% |